# 王梓仲
王梓仲（1895年—?）公理会牧师。
1895年，王梓仲出生于天津市。后来成为公理会牧师。1920年代担任公理会驻通州潞河中学代表，校董会成员之一。抗日战争期间担任日本扶持的‘中华基督教团’的负责人。1950年以后又成为基督教三自爱国运动发起人之一，担任北京市基督教三自爱国运动委员会主席、燕京协和神学院院务委员会主席，被袁相忱讥为“三朝元老”。在1957年到1958年的社会主义学习中，被作为右派分子揪出。